# Realme
Realme (на китайски: 真我, стилизирано като гeɑlme) е марка смартфони, произвеждани от китайската компания Realme Chongqing Mobile Telecommunications Corporation, Ltd., основана от Скай Ли през 2018 г. През 2021 г. тя става най-бързо растящият бранд в света.

## История
Първите споменавания на марката Realme се отнасят към 2010 г., когато компанията Oppo Electronics представя новата си серия смартфони OPPO Real. На 30 юли 2018 г. бившият вицепрезидент на Oppo Скай Ли обявява на китайския уебсайт за микроблогове Sina Weibo, че официално напуска Oppo и че има намерението да създаде Realme като независим бранд.
В резултат след разделянето през 2018 г. Realme става самостоятелна марка, принадлежаща на майчинската компания BBK Electronics.
Въпреки че още през май 2018 г. Realme е пуснат от компанията в качеството му на суббранд, предназначен за развиващите се страни, и преди всичко за индийския пазар, още през юли 2018 г. смартфоните Realme започват да се произвеждат без отбелязване на OPPO върху тялото на устройството.
Съгласно доклад на международната авторитетна агенция за анализи Counterpoint Research през третото тримесечие на 2019 г. обемът на доставки на Realme възлиза на 10 млн. бройки, което е с над 800% повече в сравнение с аналогичния период на предходната година. Компанията заема 7-о място сред водещите производители на мобилни телефони в света.
През 2021 г. Realme става най-бързо растящият бранд в света, като достига 100 млн. доставки, по-бърз ръст от всички брандове в историята на световния пазар на смартфони.
През четвъртото тримесечие на 2021 г. по данни на Counterpoint Research Realme става най-бързо растящият бранд и в сегмента на 5G смартфоните, като прирастът възлиза на 165% в сравнение с 2020 г.

## Дейност
На 8 май 2018 г. компанията излиза на индийския пазар и пуска своя първи смартфон под названието Realme 1, който отначало се продава само онлайн от Amazon India.
В деня на своята първа годишнина компанията обявява излизането си на пазара на континентален Китай и Тайван.
Към юли 2019 г. Realme вече успява да увеличи присъствието си в над 20 страни, включително Китай, Индия, Индонезия, Тайланд, Малайзия, Сингапур, Филипини, Виетнам, Пакистан, Непал, Бангладеш, ОАР, Египет, Великобритания, Франция, Италия, Испания, Русия, Япония и др. През октомври 2019 г. започват продажби в Австралия.
Според резултатите за 2020 г., компанията присъства на 61 пазара и влиза в петицата на най-успешните производители на смартфони в 13 страни. В третото тримесечие на 2020 г. е отбелязано рекордно високо ниво на доставките, което възлиза на 14,8 милиона смартфона. В сравнение с предходното тримесечие ръстът е 132%.
Също става известно, че Realme е установила рекорд, изпреварвайки Samsung, Xiaomi, Vivo, Apple, Huawei по скоростта, с която е постигнала този резултат.
С цел „5G за всички“ компанията Realme постига колосален ръст от 763% на продажбите на 5G смартфоните в Европа в периода от третото тримесечие на 2020 г. до третото тримесечие на 2021 г. Realme 8 5G е най-успешният смартфон с 5G, а също най-евтиният смартфон на Realme в европейския регион за този период.